# 上妻村 (福岡県)
上妻村（こうづまむら）は、福岡県八女郡にあった村。現在の八女市の一部。

## 地理
矢部川中流の右岸、同川と支流星野川の合流点付近に位置していた。

## 歴史
- 1889年（明治22年）4月1日 - 町村制の施行により、上妻郡祈祷院村、津江村、納楚村、平田村、馬場村が合併して村制施行し、上妻村が発足[1][2]。
- 1896年（明治29年）4月1日 - 郡の統合により八女郡に所属[1][3]。
- 1951年（昭和26年）4月1日 - 八女郡福島町、三河村、長峰村、八幡村と合併し福島町が存続して廃止[1][2]。

## 交通

### 鉄道
- 1945年（昭和20年）- 国鉄矢部線開通し、上妻駅を開設[1]。
- 1985年（昭和60年）- 矢部線廃止[1]